# Бестшикув-Малий
Бестшикув-Малий (пол. Biestrzyków Mały) — село в Польщі, у гміні Кобелі-Великі Радомщанського повіту Лодзинського воєводства.
Населення — 139 осіб (2011).
У 1975-1998 роках село належало до Пйотрковського воєводства.

## Демографія
Демографічна структура станом на 31 березня 2011 року:
|          | Загалом | Допрацездатний вік | Працездатний вік | Постпрацездатний вік |
| -------- | ------- | ------------------ | ---------------- | -------------------- |
| Чоловіки | 76      | 19                 | 50               | 7                    |
| Жінки    | 63      | 16                 | 35               | 12                   |
| Разом    | 139     | 35                 | 85               | 19                   |